# Rapha
Rapha Performance Roadwear to sportowa marka odzieżowa produkująca wysokiej jakości odzież i akcesoria. Główna siedziba firmy mieści się w Londynie, z biurami w Stanach Zjednoczonych, Japonii, Niemczech, Australii i Singapurze.

## Historia
Założona w Londynie na początku 2004 przez Simon Mottram i Luke Scheybeler, pierwsze produkty pojawiły się w lipcu tego roku. Nazwa Rapha została zaczerpnięta od drużyny kolarskiej z 1960 roku Rapha, której nazwa wzięła się od firmy produkującej Aperitif Saint Raphaël.
W 2007, Rapha wraz z brytyjskim projektantem Paul Smith wspólnie przygotowali limitowaną kolekcję ubrań kolarskich i akcesoriów.
Rapha produkuje swoje produkty w różnych lokalizacjach takich jak Wielka Brytania, Włochy, Portugalia, Litwa i daleki wschód. W Wielkiej Brytanii produkowane były produkty z Merino wool i skórzane rękawiczki, które powstają w Somerset. Włoska produkcja to przede wszystkim spodnie i spodenki kolarskie. W Chinach produkowana jest zazwyczaj odzież techniczna.

## Sponsoring
Rapha była współwłaścicielem drużyny Rapha Condor JLT wraz z londyńską marką rowerów Condor Cycles, ponadto sponsorowała również drużynę cyclocross Rapha Focus. Pod koniec 2013 roku Rapha ogłosiła wycofanie się ze sponsoringu drużyny, którą wspierała od swoich początków, aby skupić się na sponsoringu Team Sky i Team Wiggins.